# サービル・アブドゥルアズィーズ・アッ＝ドゥーリー
サービル・アブドゥルアズィーズ・フセイン・アッ＝ドゥーリー（ صابر عبد العزيز حسين الدوري　Sabir Abd-al-Aziz Husayn Al Duri、1949年7月1日 - ）は、イラクの元軍人、元政治家。陸軍中将。サッダーム・フセイン旧政権において軍事情報局長やバグダード県知事などを務めた。

## 略歴
イラク中部サラーフッディーン県・ダウルに生まれる。アルブ・ハイダル部族の出身。
陸軍に入隊後、1967年に陸軍士官学校を卒業。卒業後にラマダーン第14戦車大隊・第10装甲旅団長として配属され、イラン・イラク戦争に従軍した。1985年7月には、国防省及びイラク軍総司令部の作戦部局のメンバーとなり、翌1986年4月に、軍事情報局長に就任した。
軍事情報局長として、対イラン戦争、湾岸戦争、その後に起きたシーア派住民による反政府蜂起に対処した。一方で、マイサーン県の刑務所に反政府蜂起に参加したとして収監され、死刑判決を受けていたシーア派の人々の釈放に努めている。
1991年に、イラクの情報機関である総合情報局長官に任命されるも、1994年、サービルは同長官職と兼務していたバアス党地域指導部メンバーを解任され、カルバラー県知事に任命される。当時、カルバラー県を含むシーア派住民が多く住む南部は、湾岸戦争後に住民が政府に蜂起したことから彼らの住む地域の住宅地やインフラが懲罰として多く破壊されており、その後も放置されていた。
知事に就任したサービルはまず、破壊された住宅の再建やインフラ整備を行い、シーア派住民の生活改善に努力した。また、政権によって破壊されたカルバラーにあるシーア派聖廟の修復を行った。また、刑務所に収監された政治犯の釈放を行うなど、中央政府から派遣された歴代知事が行った強圧的な統治を改めた。
実際、サービルが知事になると日常的に行われていた刑務所内での拷問や処刑も無くなった。
サービル自身も軍人として清廉な人物であり、当時のイラク指導層の多くが汚職や収賄に手を染めていたが、サービルには無縁であった。このことが、ほかのバアス党幹部によってサービルが疎まれる原因になった。実際、サービルは、何度か自動車事故を装った暗殺未遂に遭っている。
カルバラー県知事を長く務めた後、サービルは新たにバグダード県知事に任命され、2003年4月のフセイン政権崩壊まで同職にあった。
旧政権高官の一人であったため、2003年にアメリカ軍よって拘束。2004年7月1日には、イラク特別法廷により、人道に対する罪、戦争犯罪、大量虐殺の容疑、イラクの女性人権活動家サフィーヤ・ターリブ・アリー・アッ＝スハイルの父親で、1994年にベイルートで暗殺されたターリブ・アッ＝スハイル・アッ＝タミーミーの暗殺を命じたとして訴追された。
2006年8月から始まった裁判で、サービルはシーア派住民やクルド人に対する虐殺に関与したとして、イラク高等法廷によりいずれの件でも有罪とされ、終身刑判決を受けている。
サービルは、裁判において自身の無罪を主張。クルド人が多数殺害された「アンファール作戦」について、『もし（イラク北部にある）ドゥーカーンとディラバンド・ハーン両ダムあるいはいずれか一方が（クルド人ゲリラに）破壊されれば、バグダードと周辺地域および途中の地域が水没し、最も高い建物も沈んで、水深は10メートルも上昇することになる」と述べ、『まずイラン人の、次にクルド人反乱勢力を掃討する治安計画が打ち立てられた』とアンファール作戦が練られた経緯を説明した。　また、『アンファールの戦闘はカーディスィーヤト・サッダーム（イラン・イラク戦争のイラク側呼称）戦闘の一環。我々はイランおよびペシュメルガと戦っていた。彼らは同盟関係にあった』と述べて、アンファール作戦がクルド人の民間人を標的したものではなく、あくまでも軍事行動の一つだったとした。
民間人が死亡した件については、『彼らは立ち入り禁止区域の村にいた』として、禁止区域から避難しなかったクルド人側に非があったと述べている。また、シーア派住民の大量虐殺を裁く法廷では、『私はカルバラーの人々に仕えた。自分が刑務所にいる理由は一日たりとも存在しない』と語ったとされる。
サービルの逮捕・起訴については異論も出ており、当時のサービルの部下で、軍事情報局副局長であったワフィーク・アッ＝サーマッラーイーは、「彼はアンファール作戦で重要な役割を担っておらず、軍事情報局長として行った処刑命令も当時はイランとの戦争下でやむを得なかった」と擁護している。また、カルバラーの人々もサビールは無罪であるとして弁護する声も多く、カルバラーの部族長や知識人を中心にサービルの減刑嘆願書を検察に送っている。
2009年3月17日、ハラブジャにて住民を化学兵器を使用して虐殺した事件を裁く公判に、サビールは被告人として出廷し、2010年1月17日、法廷はサビールに禁固15年の判決を下している。
2011年4月21日、反体制派活動家ターリブ・スハイル・タミーミーの暗殺実行を総合情報局長官として、配下の工作員に命じた容疑で、高等法廷はサビールに終身刑の判決を言い渡した。